# LG1 105mm榴弾砲

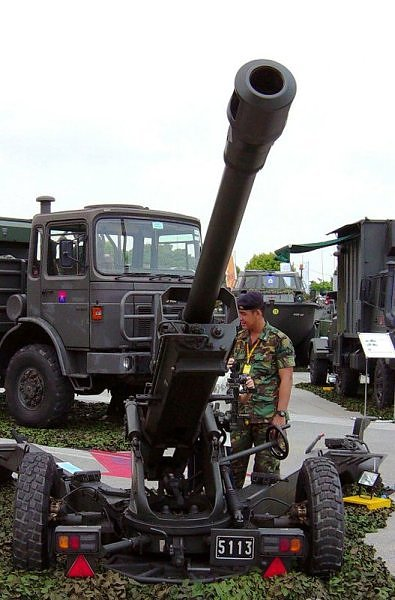
シンガポール陸軍のLG1 MkII 105mm榴弾砲

LG1 105mm榴弾砲（LG1 MkII Howitzer）とは、フランスのGIAT（現在のNexter）が輸出用に設計した105mm榴弾砲である。
輸出を前提に設計されたためフランス陸軍では採用されていないが、ベルギー陸軍、カナダ陸軍、コロンビア陸軍、シンガポール陸軍、タイ陸軍で採用されている。

## 背景
第二次世界大戦以降、西側諸国はNATOにて標準化された口径155mmのものを主力とするようになり、口径105mmの榴弾砲は主に第二次世界大戦直前にアメリカ合衆国が開発し、大戦中もしくは大戦後にアメリカから供与されたM101が標準的な榴弾砲となっていた。冷戦中に登場した105mm榴弾砲としてはイタリアのオート・メラーラ社が設計したMod56パックハウザーやアメリカが設計したM102などが挙げられるが、これらは軽量化を重視して設計されていたこともあり射程などの性能面ではM101からほとんど進歩していなかった。
1970年代後半にイギリスが開発しイギリス陸軍が採用したL118軽量砲は従来の105mm榴弾砲を上回る射程を有し、さらに1982年のフォークランド紛争において活躍したことからアメリカをはじめとする20か国以上で採用されたため、フランスとGIAT社は新型の高性能な105mm榴弾砲に対する潜在的な需要に注目し、LG1の開発を開始した。

## 概要
LG1はM101やM102、Mod56などに代表される従来の105mm榴弾砲よりも長い砲身を有しており、これによって従来の105mm榴弾砲を上回る長射程を確保しているが、それによって反動も強力なものになり、反動を相殺するためのマズルブレーキを装備している。さらに、連射速度を向上させるために尾栓は半自動式で開閉するようになっており、装填すると自動的に尾栓が閉まり、砲撃後に後退した砲身が前方へ復座する際には自動的に尾栓が開いて薬莢を自動的に排出する機構が備わっている。
LG1榴弾砲は、1987年から設計が開始された。1996年に量産が開始されて世界中に売り込みが図られたが、開発国であるフランスの陸軍で採用されていない上にL118よりも完成が遅かったため、すでに需要のかなりの部分をL118が占めており、採用国はL118よりもかなり少ない。

## 採用国

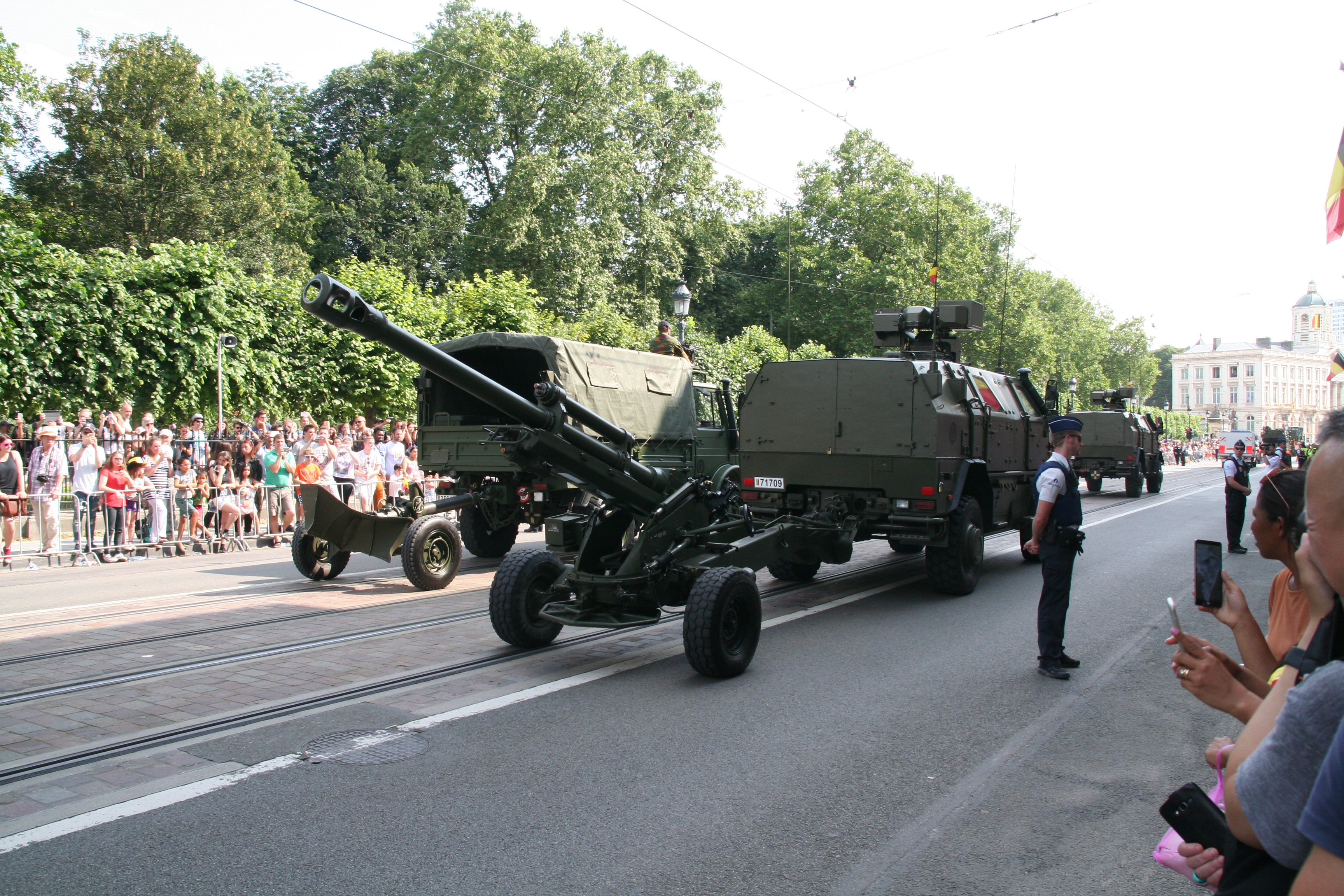
ベルギー陸軍のLG1 105mm榴弾砲

- ベルギー陸上構成部隊 - 2024年時点で、14門のLG1 MkIIを保有[1]。
- カナダ陸軍
- コロンビア陸軍 - 2024年時点で、22門のLG1 MkIIIを保有[2]。
- マレーシア陸軍 - 2018年に18門を発注[3]。キットで納入され、マレーシア国内で組立てが行われる[3]。2020年2月から納品開始[3]。
- シンガポール陸軍 - SLWH ペガサス（en:SLWH Pegasus）155mm榴弾砲に更新され、退役。2023年時点で、37門を保管している[4]。
- タイ陸軍
- インドネシア海兵隊 - 2024年時点で、22門のLG1 MkIIを保有[5]。

## スペック
- 口径：105mm
- 全長：m
- 全幅：m
- 砲身長：3,150mm（30口径）
- 重量：1,520kg
- 仰俯角：-3°~+70°
- 左右旋回角：36°
- 運用要員：5名
- 発射速度：12発/分（最大）、発/分（連続射撃時）
- 最大射程：19,500m